# Publio Mario
Publio Mario  fue un senador romano del siglo I que desarrolló su carrera política bajo los imperios de Claudio I y Nerón.

## Carrera política
El único cargo por el que se le conoce es el de consul ordinarius en 62, bajo Nerón.